# Stare Kuczoby
Stare Kuczoby – osada w Polsce, położona w województwie opolskim, w powiecie oleskim, w gminie Olesno, w dorzeczu Prosny, w makroregionie Wyżyny Woźnicko-Wieluńskiej.